# Codiaeae
Codiaeae es una tribu de la subfamilia Crotonoideae, perteneciente a la familia Euphorbiaceae. Comprende 12 géneros.

## Géneros
| - Baliospermum - Baloghia - Blachia - Codiaeum - Dodecastigma - Fontainea | - Hylandia - Ophellantha - Ostodes - Pausandra - Sagotia - Strophioblachia |